# Impianto di scarico

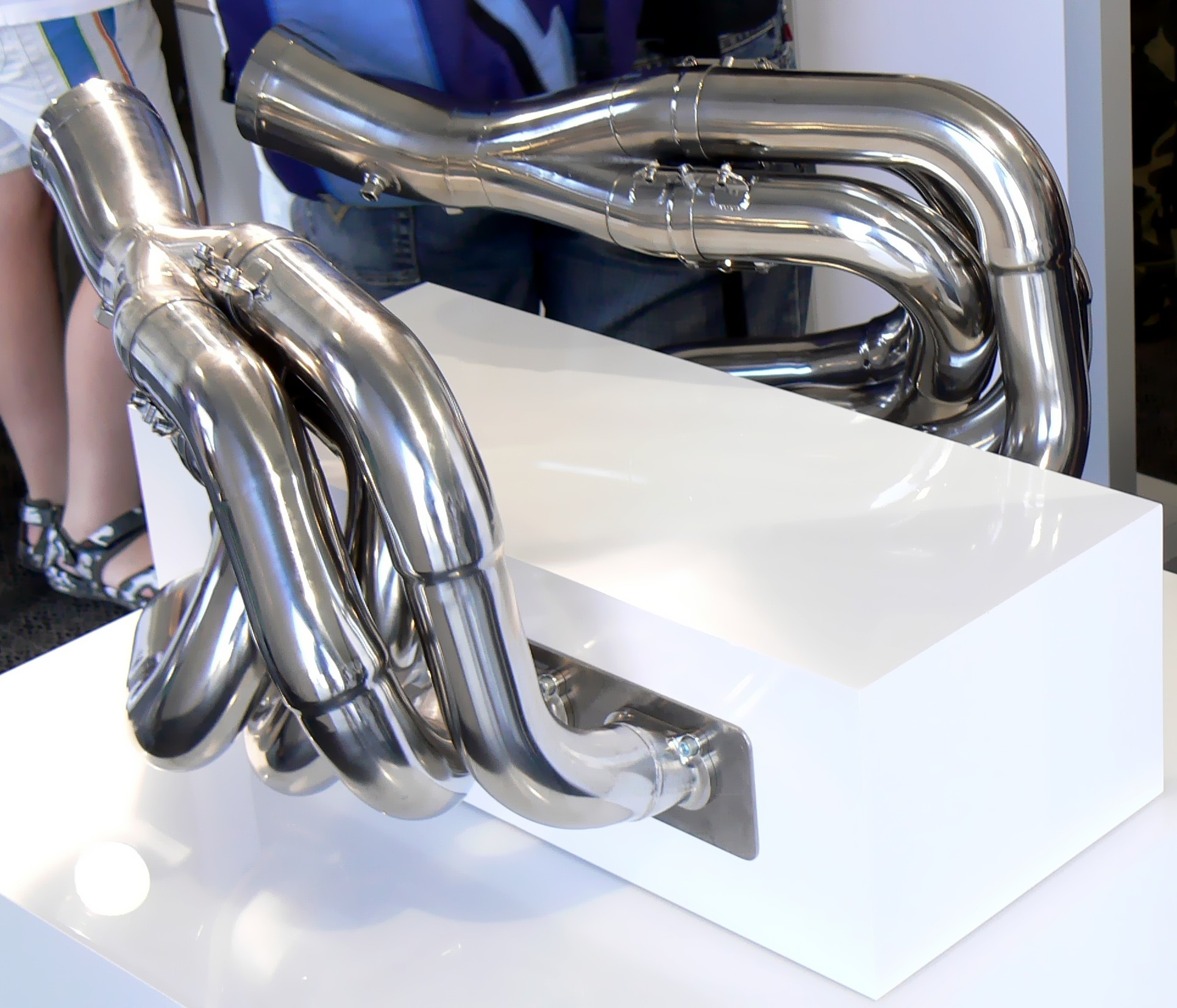
Impianto di scarico di una vettura di Formula Uno

L'impianto di scarico è quella parte dei motori termici che serve per l'evacuazione dei gas di scarico.

## Componenti

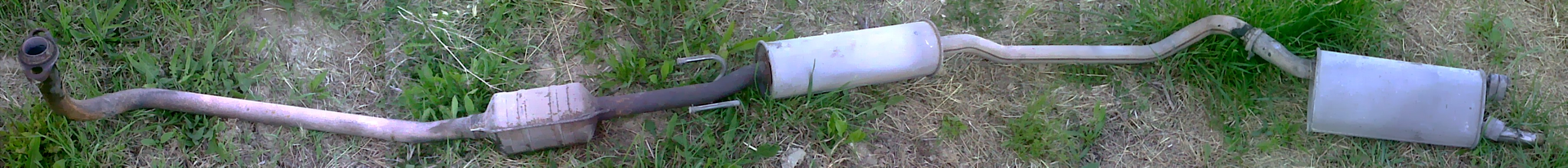
Impianto di scarico (ad eccezione dei collettori di scarico) di un'automobile, composto da un tubo di scarico con convertitore catalitico, silenziatore centrale e silenziatore terminale

Questo impianto varia a seconda del tipo di veicolo, così come i suoi componenti:
- Collettore di scarico, non sempre presente come elemento distinto, soprattutto nei motori monocilindrici
- Silenziatore
- Convertitore catalitico o catalizzatore
- Espansione (solo per motori a due tempi)
- Tubo di scarico solo per motori a quattro tempi o che in generale non usano uno scarico a espansione e possono essere muniti o meno di compensatori (giunzioni che mettono in comunicazione i diversi tubi)[1][2] e di giunzioni (unione tra diversi tubi di scarico in un numero minore di tubi o in un unico tubo), in alcuni casi può essere presente un risuonatore
- Filtro attivo antiparticolato (solo alcuni motori Diesel)
- Valvola Egr per ridurre gli ossidi di azoto rimettendo in circolo i gas di scarico
- Impianto di sovralimentazione che sfruttano i gas presenti nello scarico (sono dispositivi presenti solo in alcuni motori sovralimentati)
  - Turbocompressore, è composto da due giranti, una (condotta) dedicata all'impianto d'alimentazione e una (motrice) dedicata all'impianto di scarico e che ha il compito di trainare la girante condotta attraverso la pressione dei gas di scarico.
  - Comprex, è una macchina che sfrutta le onde di pressione generate dallo scarico

## Criteri di progettazione
Un sistema di scarico deve essere attentamente progettato per il trasporto di sostanze tossiche e/o nocive lontano dall'utente.

Sale di generatori e forni possono rapidamente riempire uno spazio chiuso con il monossido di carbonio o di altri gas di scarico velenosi, se non sono adeguatamente ventilati verso l'aperto, inoltre, i gas dalla maggior parte dei mezzi di trasporto sono molto caldi con temperature comprese tra i 650 e 1000 °C all'uscita della testata del motore, soprattutto per i mezzi sportivi come nel caso della Formula 1, dove i motori aspirati avevano i gas di scarico a 900 °C ad inizio scarico, temperatura che scendeva a 700 °C alla bocca d'uscita dello scarico, mentre con l'acceleratore chiuso le temperature si attestano sui 140 °C, mentre per le vetture turbo la temperature raggiunge anche i 1000 °C; quindi deve essere resistente al calore e non deve passare attraverso o quasi tutto ciò che può bruciare o può essere danneggiato da calore, tale calore dei gas di scarico dipende sia dal carico del motore, dalla sua potenza specifica e dal tipo di alimentazione dello stesso.

Temperatura di varie porzioni di scarico in base al carico motore.
Legenda:
A) Collettore di scarico
B) Catalizzatore posto al centro della lunghezza dello scarico
C) Terminale/silenziatore di scarico
T) Temperatura in gradi centigradi
Ta) Temperatura ambiente o 0 gradi centigradi
Tm) Temperatura massima o 800 gradi centigradi
rpm) Regime motore
m) Regime minimo
M) Regime massimo

Allo stesso modo la temperatura non è costante lungo tutta la linea di scarico e varia anche in base al carico e regime del motore, difatti un mezzo a pieno carico e regime è nelle condizioni più gravose di funzionamento, il che si ripercuote allo scarico, con il collettore che ha le temperature più alte (mediamente 800 °C), poi si ha il catalizzatore che ha una temperatura intermedia (550 °C, su altri sistemi la temperatura al catalizzatore rimane tra i 600 e 800 °C) ed infine il terminale di scarico/silenziatore che rimane più freddo (300 °C, su altri sistemi la temperatura in uscita dallo scarico rimane anche a 600 °C), mentre già con un regime intermedio le temperature si riducono sensibilmente, ad eccezione del collettore che ha una correlazione pressoché costante e lineare tra regime/carico e temperatura (difatti si attesta a circa 550 °C), mentre il catalizzatore crolla a 150 °C ed il terminale a 50 °C, con il motore al minimo il collettore si trova a 35 °C, mentre il catalizzatore e terminale a 50 °C.

Una canna fumaria in una struttura stazionaria serve come un sistema di scarico in un mezzo di trasporto.
Gli scarichi devono resistere oltre che alla temperatura, anche alle sostanze acide e acquose, che costituiscono il principale fattore di usura e che si formano soprattutto durante la circolazione in ambito urbano, questo perché lo scarico raggiunge la propria temperatura di funzionamento con percorsi di almeno 5 km, altrimenti si favorisce la condensazione dei gas, lo scarico si riempie di acqua ricca di acido, che corrode le lamiere interne, il tutto associato a shock termici dovuti all'avviamento e arresto frequente del motore, altri fattori che danneggiano lo scarico sono il sale disperso sulle strade nel periodo invernale e gli eventuali urti subiti dallo scarico.
La lunghezza dello scarico influenza il funzionamento del motore e nel caso dei motori pluricilindrici risulta importante quando convogliare i vari tubi singoli dei vari cilindri in un tubo unico tale parametro viene influenzato anche dalla velocità del suono dei gas di scarico, questa velocità viene influenzata oltre che dalla temperatura anche dal gas stesso, in particolar modo dalla sua massa molare, che cambia a seconda del combustibile/carburante utilizzato, per esempio i gas di scarico dei motori a gasolio hanno come massa 28,9 g/mol, mentre in caso di GPL 28,6 g/mol ed in caso di gas naturale (metano) 28,3 g/mol, questa differenza sulla massa molare dipende dalla composizione chimica del combustibile/carburante utilizzato.

### Caratteristiche
Un sistema di scarico deve avere determinati requisiti:
- Emissioni acustiche ridotte
- Ridurre le emissioni inquinanti

### Materiali

Range di temperature di scarichi dei primi 80 cm, per motori a 2T e 4T a confronto, con i rispettivi motori a pieno carico

L'impianto viene costruito utilizzando vari materiali a seconda del componente e dell'utilizzo (sportivo o stradale):
- Acciaio
- Acciaio inossidabile
- Titanio
- Fibra di Carbonio
- Alluminio
- Inconel[14]

Gli ultimi due materiali vengono generalmente utilizzati per i silenziatori dei motoveicoli, perché sono meno soggetti a urti con l'asfalto e nel caso dell'alluminio perché i gas di scarico hanno temperature contenute.

Per quanto riguarda il titanio, questo materiale viene utilizzato per le competizioni, dato che permette d'avere un sistema molto più leggero, mentre l'acciaio è utilizzato per ottenere scarichi più resistenti all'usura e agli agenti chimici ed ambientali, e la lamiera di ferro è il materiale standard.

## Disposizione

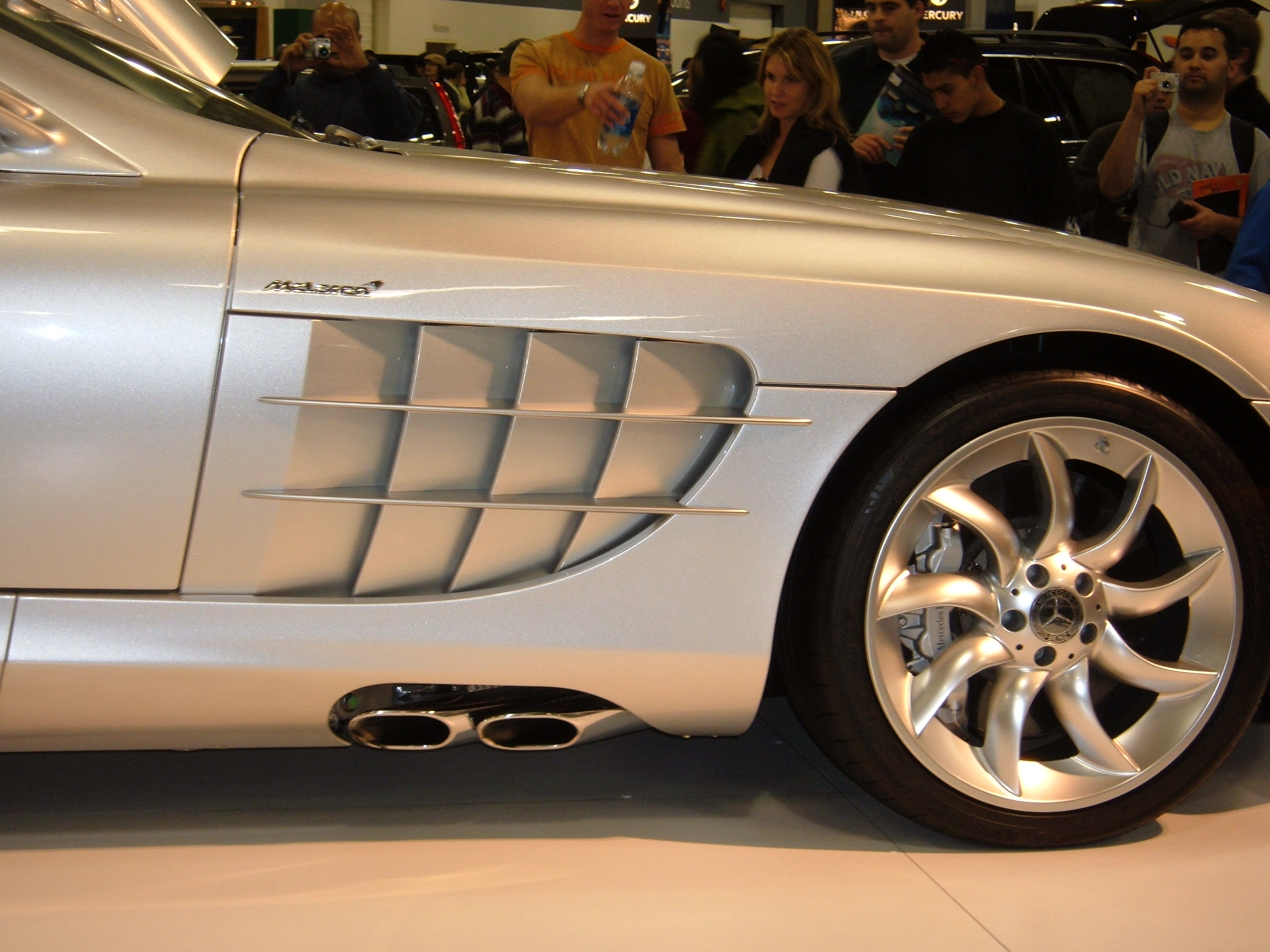
Autovettura con disposizione laterale dell'impianto di scarico

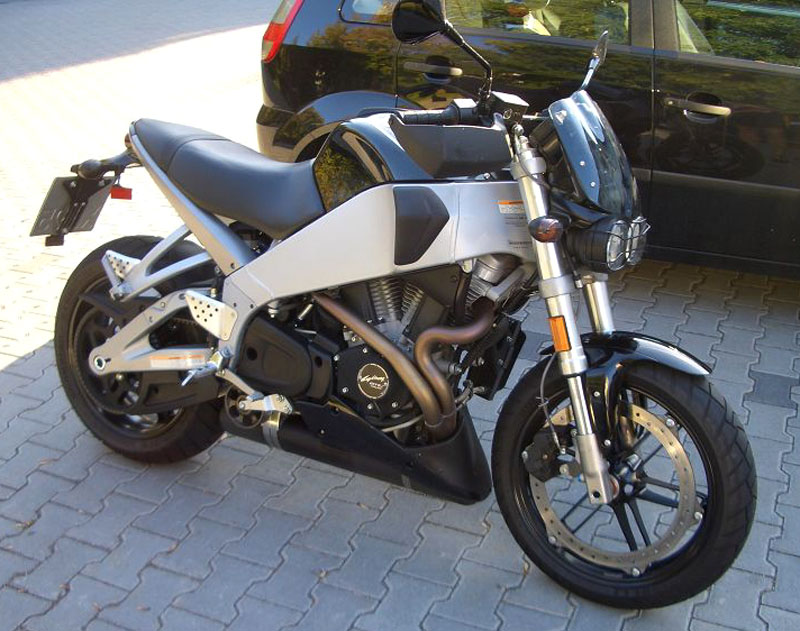
Motoveicolo con disposizione centrale basso dell'impianto di scarico

L'impianto a seconda dei vari criteri di progettazione e di utilizzo del mezzo può avere varie caratteristiche.
Nel caso delle auto:
- Basso e posteriore, disposizione classica
- Laterale basso, disposizione lungo i fianchi dell'auto, e può avere il terminale o vicino alle ruote posteriori o alle ruote anteriori, inoltre può essere a vista solo l'ultima parte o buona parte dell'impianto di scarico
- Alto, scarico poco usato, generalmente riservato a veicoli che devono guadare quotidianamente i fiumi

Nel caso delle moto:
- Laterale, disposizione classica, che prevede la disposizione a uno o entrambi i lati del veicolo dell'impianto di scarico, con parte dell'impianto che scorre lateralmente o inferiormente alla moto
- Centrale alto, la parte terminale dello scarico è posta sotto o ai fianchi del codino, con il resto dell'impianto che scorre sotto la moto o rimane dentro al telaio
- Centrale basso la parte terminale dello scarico è posta sotto la moto esattamente come il resto dell'impianto

## Accorgimenti
Per poter migliorare la funzione o il controllo dei gas di scarico si usano alcuni sistemi:
- Wastegate, serve per evitare che i gas di scarico esercitino una pressione eccessiva sul turbocompressore.
- Ricircolo dei gas esausti, accorgimento atto a ridurre i consumi di carburante, con il riutilizzo di parte dei gas esausti (attualmente usato solo su motori a quattro tempi).
- Valvola parzializzatrice o Valvola di gestione allo scarico, nel motore a quattro tempi viene usata per regolare la velocità di fuoriuscita, mentre nel motore a due tempi regola il periodo in cui questi possono fuoriuscire
- Lucidatura del condotto, quest'operazione si può eseguire cromando tale zona o semplicemente rendendola molto liscia, questo favorisce lo scorrimento dei gas combusti e ridurre l'adesione delle polveri contenute in tale gas, le quali depositandosi ostruirebbero il condotto.
- Risuonatore si tratta di una camera che interagisce con lo scarico e le onde di risonanza.

Principalmente per motori a quattro tempi:
- Anticipo di scarico, soluzione che permette una fuoriuscita dei gas anticipata, in modo da richiedere meno energia per l'espulsione
- Sistema di distribuzione a fasatura variabile, sistema che permette una gestione più flessibile dei gas di scarico.
- Megabomb si tratta di una zona ristretta della scarico con caratteristiche del tutto simili alle camere d'espansione dei motori a due tempi, ma munita anche di un tubo interno dalla superficie forata.
- Compensatori collegamenti tra due tubi di scarico di due cilindri differenti di un motore pluricilindrico, preferibilmente con 4 o più cilindri.

Principalmente per motori a due tempi:
- Espansione, sistema che permette una migliore gestione dei gas di scarico, utilizzato tipicamente nei motori a due tempi, ma con applicazione anche sui motori a quattro tempi, ne è un esempio il Garelli VIP del 2007, ma la si può vedere anche in forme più semplici su alcuni mezzi che adoperano scarichi aftermarket, i quali sono definiti a trombone o a megafono, i quali possono avere o meno un piccolo controcono.

Per recuperare parte dell'energia dispersa dai gas di scarico esistono diverse tecnologie:
- Turbo-compound, turbine collegate all'albero motore, alimentate dai gas di scarico
- Turbosteamer, turbine collegate all'albero motore, alimentate da un vapore generato dal calore prelevato dai gas di scarico

## Danni
Il sistema di scarico a seconda del tipo di scarico e del veicolo può essere sottoposto a vari fattori di rischio:
- Rottura, questo fattore è molto importante nel caso di motori sovralimentati, i quali in caso di rottura dell'elemento che genera questa sovralimentazione (turbocompressore), si ha un'aspirazione nel motore dei residui dei elementi frantumati, rovinando in modo grave e irreversibile il motore.
- Ammaccamento o schiacciamento, questo può capitare quando l'auto va a toccare il fondo del veicolo o quando una moto cade a terra.
- Corrosione, la corrosione avviene principalmente per via dell'esposizione ai agenti atmosferici o dei detriti sollevati dal mezzo, che portano ad arrugginire l'impianto o parte dell'impianto
- Occlusione, questo problema insorge generalmente per gli scarichi dei motori a due tempi per via dell'olio combusto presente nei gas di scarico, ma che si può avere anche per i motori a quattro tempi, nel caso si lavi il mezzo e parte dell'acqua entri nello scarico o questo finisca sotto il pelo dell'acqua
- Consumo, questo fattore è entrato in gioco con l'introduzione del catalizzatore o della marmitta catalitica, i quali con l'utilizzo si consumano per via delle alte temperature d'esercizio e per via della loro funzione catalizzante e vanno sostituiti periodicamente.

## Normativa
I dispositivi di scarico e il rumore emesso dal veicolo sono normati a partire da periodi differenti per ogni stato e con limiti differenti, la prima normativa comunitaria europea viene varata il 6 febbraio del 1970 con la 70/157/CEE, successivamente aggiornata da diverse direttive, il limite di rumorosità viene misurato in dB, nel caso il mezzo di vecchia immatricolazione non riporti il limite di rumore nella carta di circolazione a seconda della sua categoria si hanno dei limiti differenti, mentre per i mezzi di recente immatricolazione è previsto un limite sempre più stringente.
Per quanto riguarda la funzione catalizzante per l'abbattimento delle sostanze nocive, solo con la direttiva 2005/30/CE si è concessa la possibilità di utilizzare catalizzatori differenti da quelli del produttore di serie, dando la possibilità ai produttori after-market di produrli e omologarli.
In ogni caso il prodotto che esce da tali impianti dipende sia dal tipo di motore, sia dalla sua alimentazione (tecnica di alimentazione e carburante), anche l'OMS ha evidenziato i rischi dei gas di scarico delle motorizzazioni diesel.